# Аль-Ихлас (мечеть)
Мечеть «Аль-Ихлас» (тат. «Әл-Ихлас» мәчете) — бывшая мечеть Казанского мухтасибата Духовного управления мусульман Республики Татарстан.

## История
В одном из дворов застройки 1960-70-х гг. по улице Декабристов города Казани близ Кизической слободы была построена котельная, которой был присвоен адрес: ул. Декабристов, д. 111.
В конце XX века Миргазияну Салаватову — во сне явилась покойная жена, которая повторяла лишь одну цифру: «111».
После долгих изысканий, М.Салаватов обнаружил, что под номером 111 на улице Декабристов г. Казани расположено здание котельной. Мысль о создании в этом здании мечети с названием «Аль-Ихлас» пришла к нему сразу же.
Много лет М.Салаватов потратил на получение различного рода разрешений и согласований. В итоге в 2004 году проект строительства мечети был согласован.
После получения всех необходимых разрешений М. Салаватов начал реконструкцию котельной сначала на собственные средства, а в дальнейшем на средства меценатов и спонсоров. Собранных средств оказалось достаточным для восстановления разрушенной стены, оборудования из вытяжной трубы минарета, восстановления крыши, и косметического ремонта внутренних и внешних стен.
В 2005 году мечеть «Аль-Ихлас» начала свою работу, в то время как ремонтные работы продолжались.
17 октября 2012 года в помещениях, занимаемых мечетью были проведены обыски сотрудниками ФСБ России. Параллельно проверялась деятельность самой мечети.
В 2013 году закрыта на ремонт с перерегистрацией на Духовное управление мусульман РТ, тогда как верховный суд РТ признал приход экстремистским, ликвидировав его. Старая мечеть «Аль-Ихлас» была снесена, на её месте была построена новая под названием «Миргазиян». В 2014 году на минарет мечети был воздвигнут полумесяц.

## Имамы мечети
- Миргазиян хазрат Салаватов — с 2004 года по 23 июня 2006 года (М. Салаватов скончался от приступа инсульта).
- Азгар хазрат Валиуллин — с 2006 года по 2008 год.
- Рустам хазрат Сафин — с 2008 года по н.в. (В 2009 году осужден Советский районным судом г. Казани в связи с организацией деятельности запрещенной в России политической партии Хизб ут-Тахрир аль-Ислами, однако от руководства приходом не отстранен)[8]. 17 октября 2012 года избрана мера пресечения в виде подписки о невыезде в связи участием и организацией деятельности международной террористической организацией «Хизб-ут Тахрир аль Ислами» (ст.282.2 УК РФ). 24 сентября 2013 года признан виновным в совершенном преступлении и осужден мировым судом г. Казани к 2 годам лишения свободы в колонии общего режима.

## Интерес со стороны правоохранительных органов
По мнению прессы, основанному на мнениях должностных лиц правоохранительных органов, мечеть «Аль-Ихлас» является своеобразным мусульманским приходом, проповедующем радикальный ислам (Ваххабизм), в связи с чем указанная мечеть постоянно находится под надзором компетентных органов.
В августе 2012 года прихожане мечети были привлечены к административной ответственности в связи с нарушением ФЗ № 54 «О собраниях, митингах», когда, несмотря на неоднократные требования правоохранительных органов, пытались массово провести праздничные мероприятия в казанском парке Победы (для этого явно не предназначенного) в честь окончания месяца «Рамадан».